# كهريز لطفي
كهريز لطفي هي قرية في مقاطعة تيران وكرون، إيران. عدد سكان هذه القرية هو 36 في سنة 2006.